# Grevenbroich
Grevenbroich (ofte kaldt "Energihovedstaden") er en by i Tyskland i delstaten Nordrhein-Westfalen med omkring 65.000 indbyggere. Byen ligger i kreisen Rhein-Kreis Neuss ved floden Erft, cirka 15 km sydvest for Neuss og 15 km sydøst for Mönchengladbach.